# Selva di Progno
Selva di Progno es una localidad y comune italiana de la provincia de Verona, región de Véneto, con 979 habitantes.

## Vistas de Val Fraselle cerca de Selva di Progno

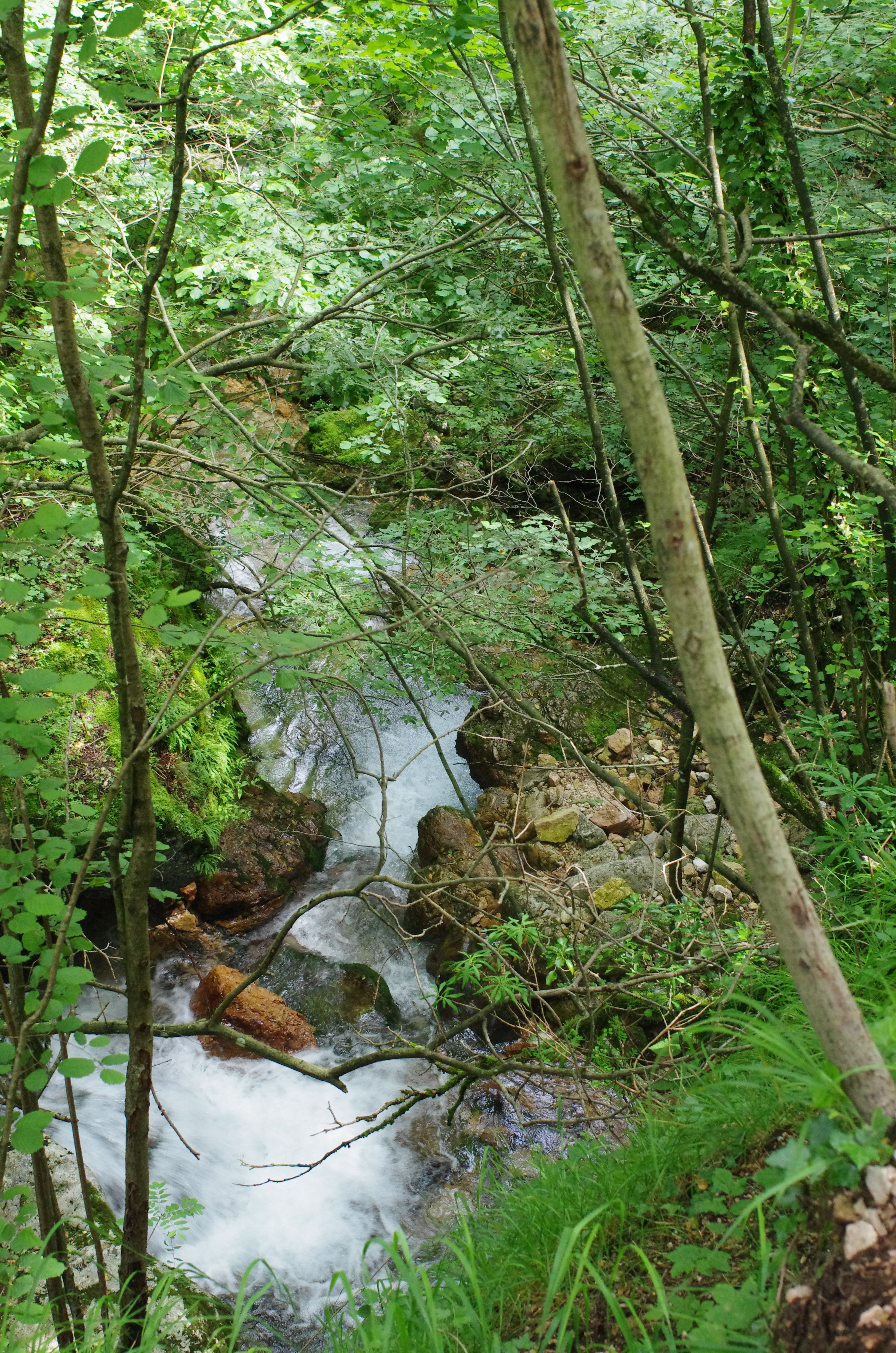
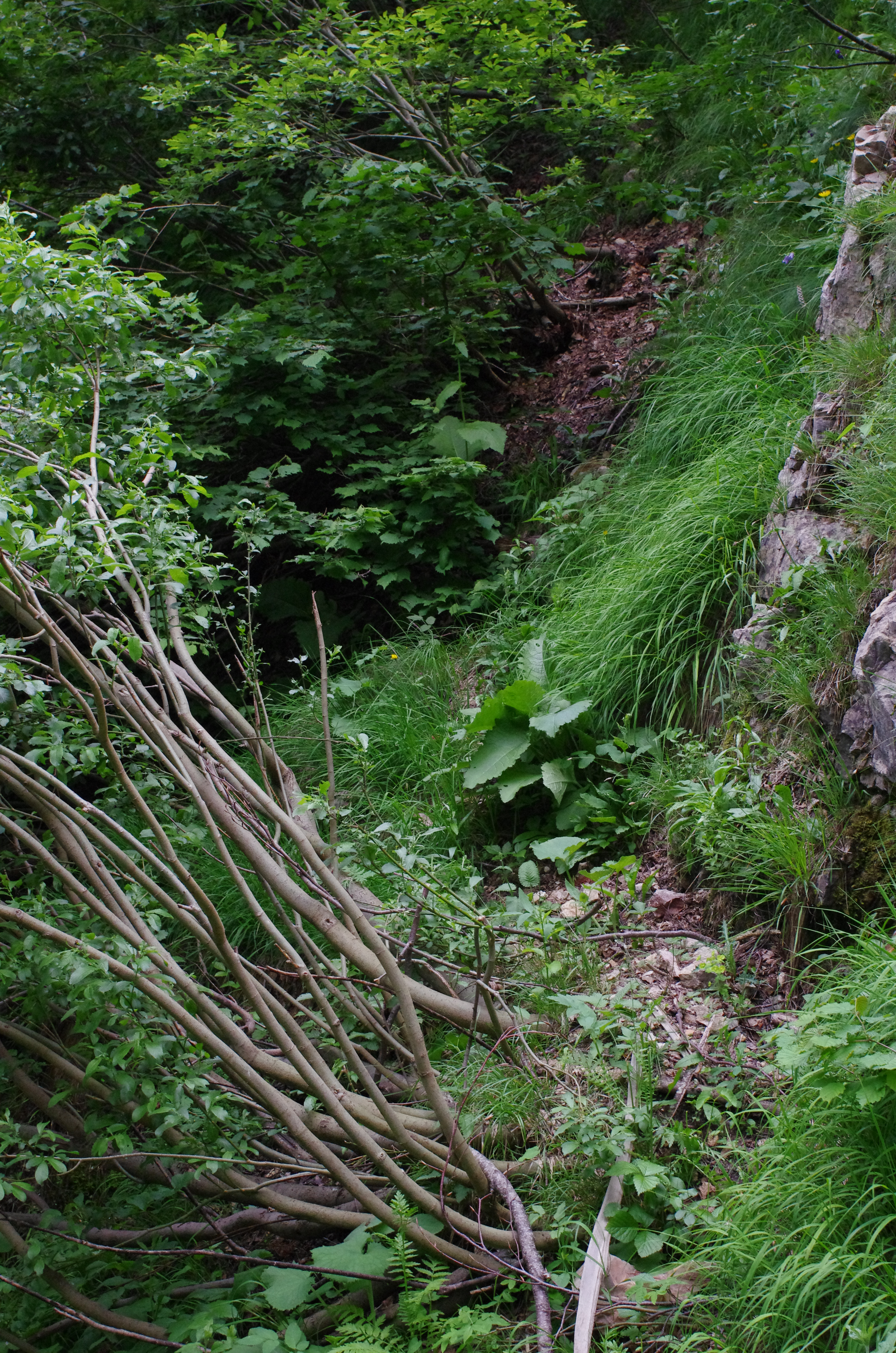
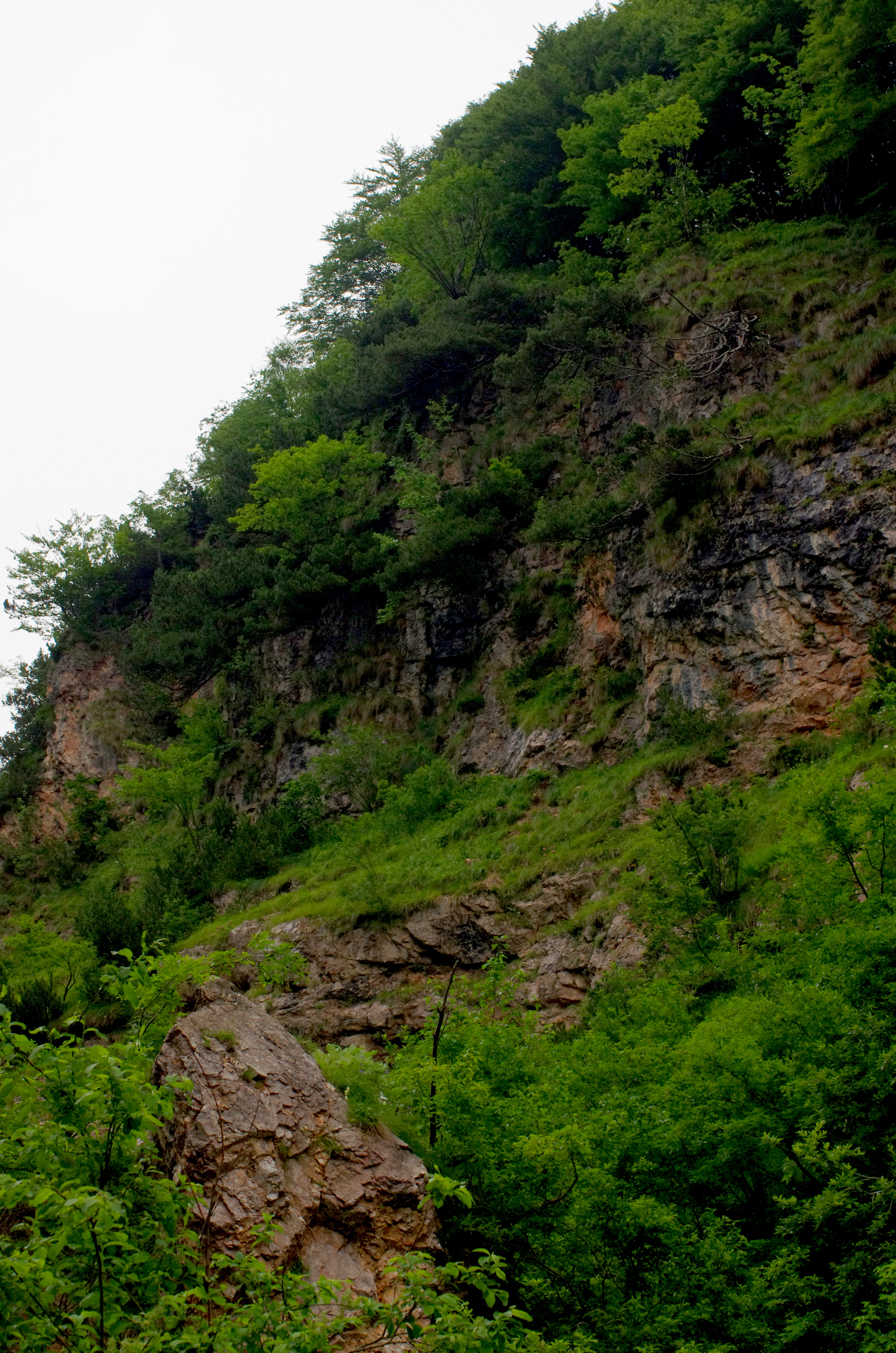
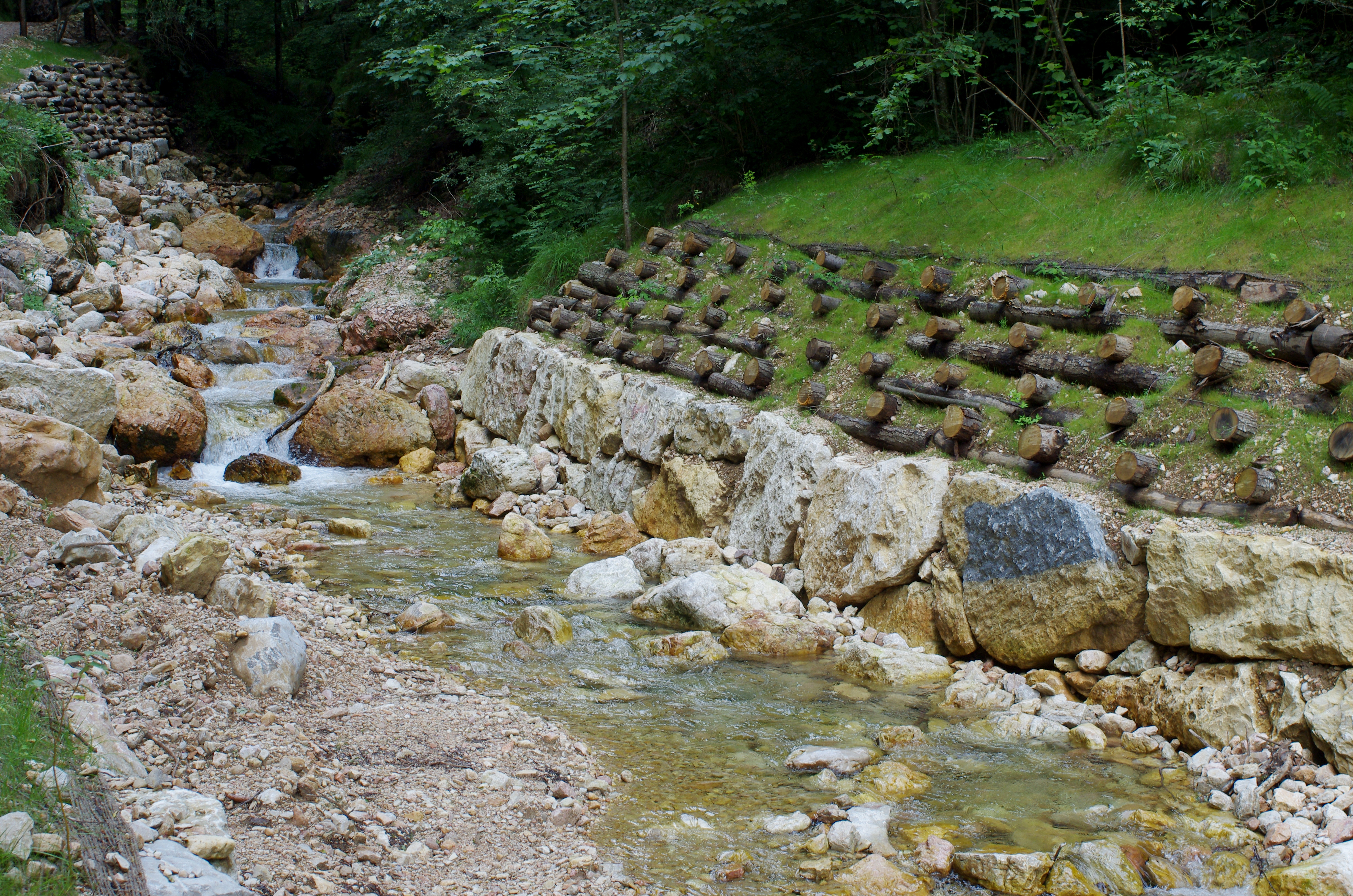
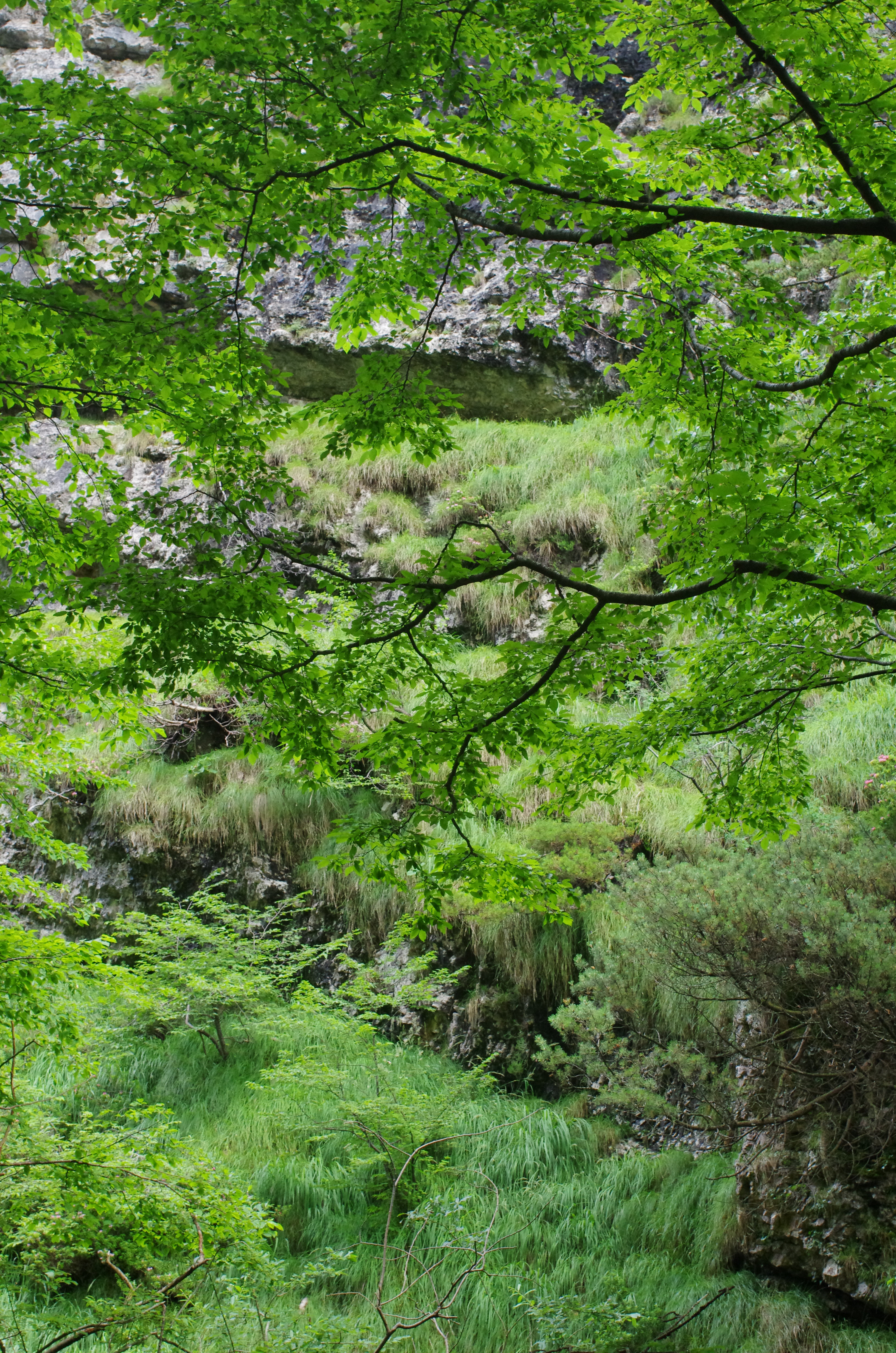
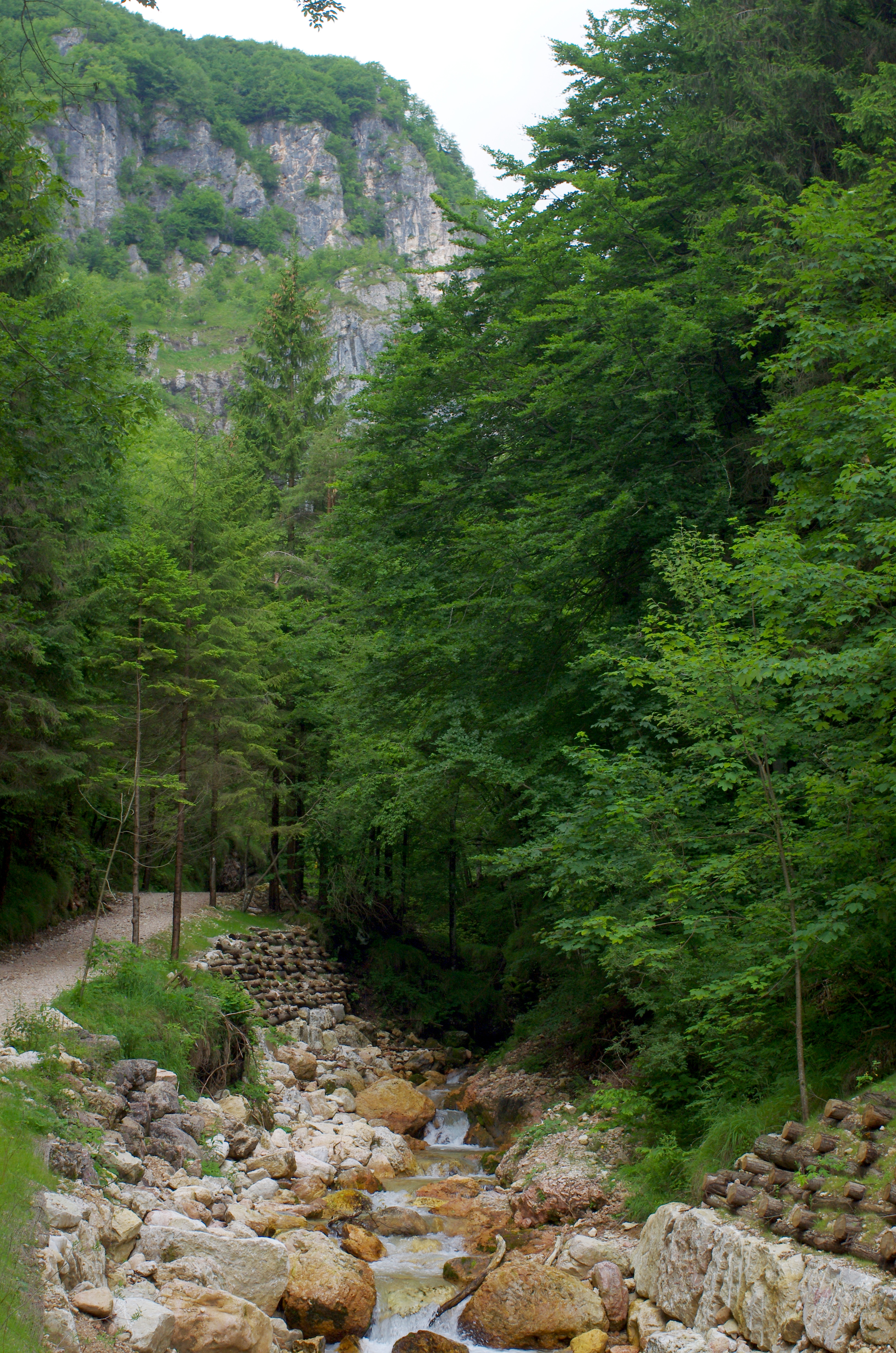
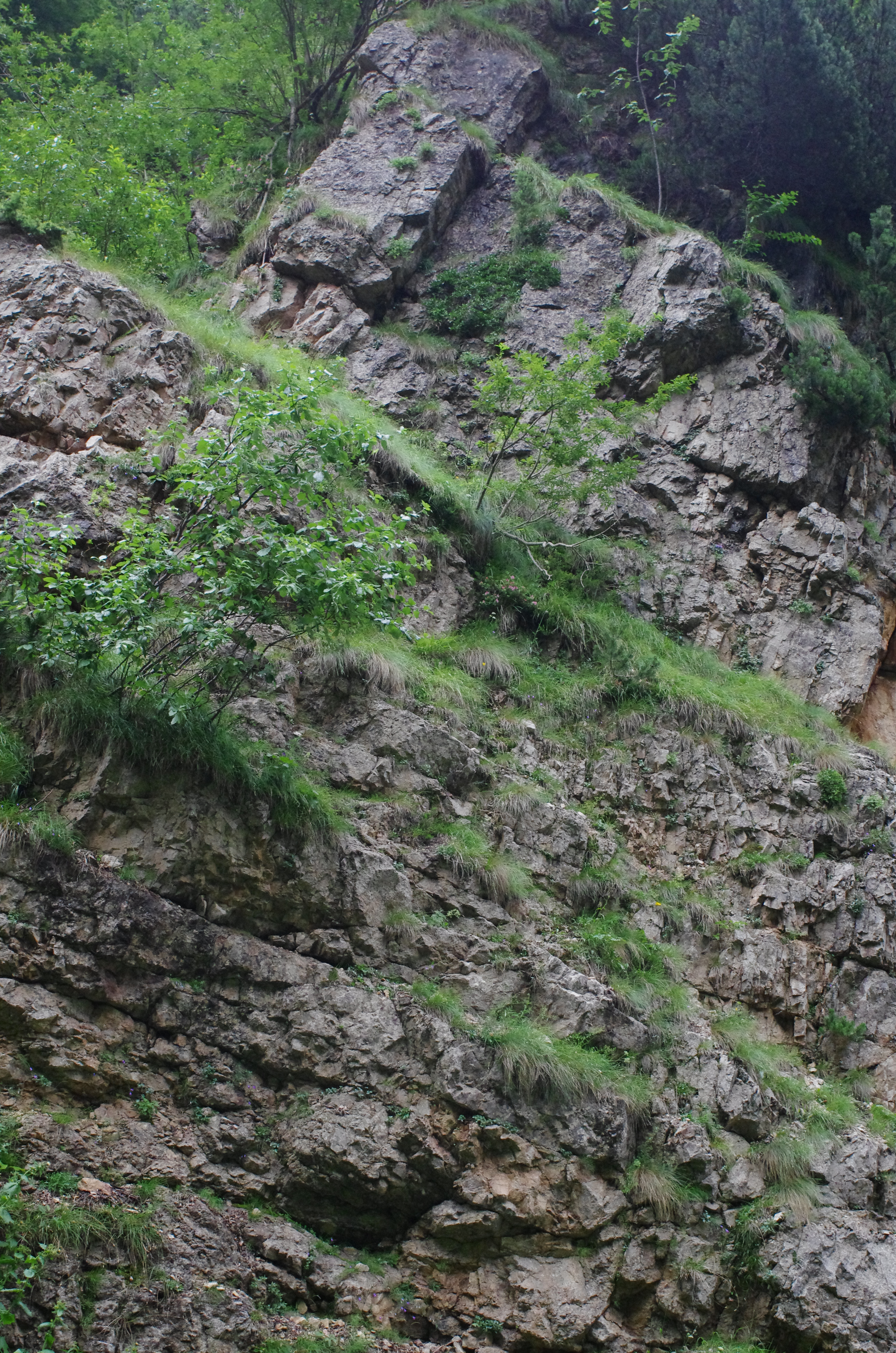
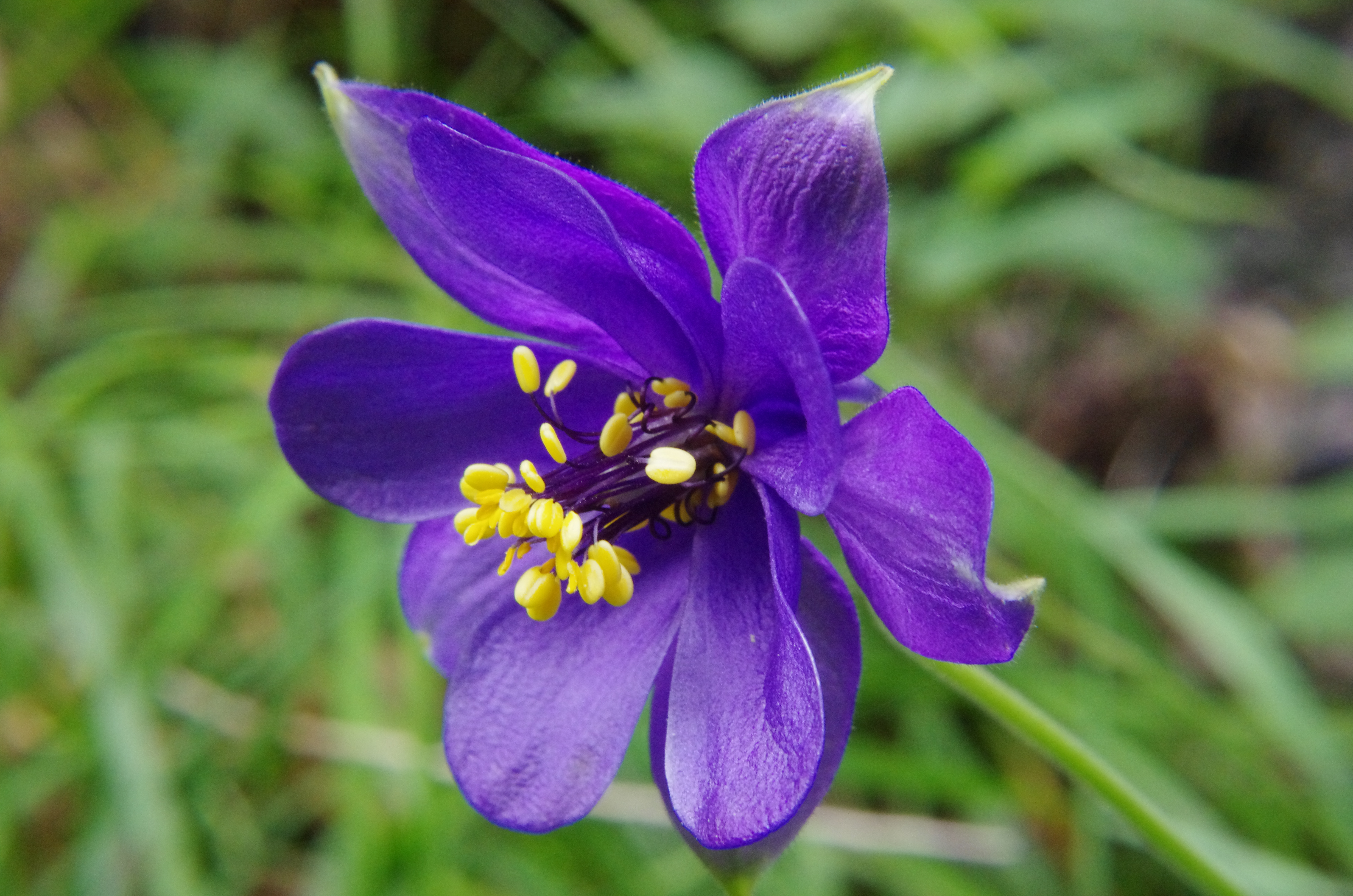
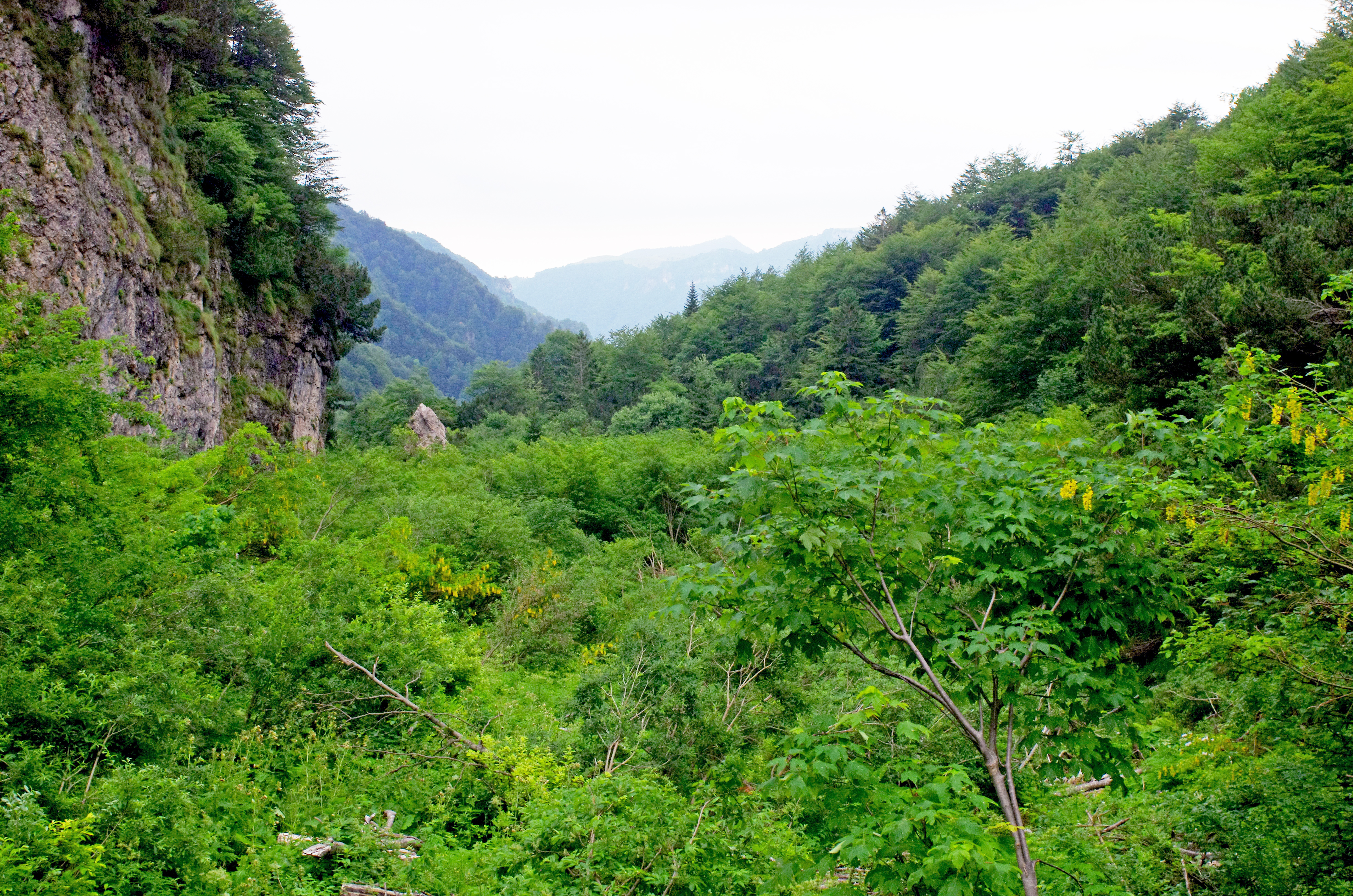

## Evolución demográfica
| Gráfica de evolución demográfica de Selva di Progno entre 1861 y 2001 |
|                                                                       |
| Fuente ISTAT - elaboración gráfica de Wikipedia                       |